# Temple d'Apol·lo Carneu
El Temple d'Apol·lo Carneu fou un antic temple grec dedicat a Apol·lo a la ciutat de Cnidos, a Àsia Menor, en l'actual Turquia.

## Història
El Temple d'Apol·lo Carneu tingué, si més no, dues fases diferents de construcció. Una part del temple o les decoracions semblen ser del període hel·lenístic, cap al 100 abans de la nostra era. Les ruïnes de l'edifici es descobriren durant unes excavacions el 1969. Va ser identificat per una inscripció de dedicació a Apol·lo Carneu trobada entre les ruïnes. Possiblement albergava les cerimònies de l'Hexàpolis dòrica.
A començament del període bizantí, es va edificar una església damunt del temple.

## Descripció
Era a la part nord-oest del recinte emmurallat de Cnidos, on hi havia els principals santuaris de la ciutat. El Santuari d'Apol·lo, al qual pertany el temple, es trobava al terraplé a l'oest de la confluència del carrer principal est-oest de la ciutat i el carrer del port.
Era d'estil dòric, i feia uns 19 m × 11 m. Constava d'una sala rectangular amb un pronaos al davant. A dins del temple hi havia una imatge de culte d'Apol·lo, que representava el déu amb una cítara a la mà (Apol·lo Citaredo). Se'n conserven algunes parts. El temple està mal conservat.
L'altar del temple, que es conserva relativament bé, es trobava a la banda oriental. Feia uns 11 m × 7 m i s'hi accedia per una escala des de l'oest. A prop de l'altar hi ha una grada en forma d'estadi per a presenciar les cerimònies. A l'est del santuari hi havia un propileu que hi conduïa des de la cruïlla, datat de l'any 300 ae. Al nord del temple hi ha un gran mur de contenció, sobre el qual es troba el Temple d'Afrodita Euplea i el santuari.
A la zona s'han trobat parts d'un fris amb baixos relleus de dones dansant, segurament nimfes. Estan exposades en el Museu de Marmaris.

## Galeria d'imatges

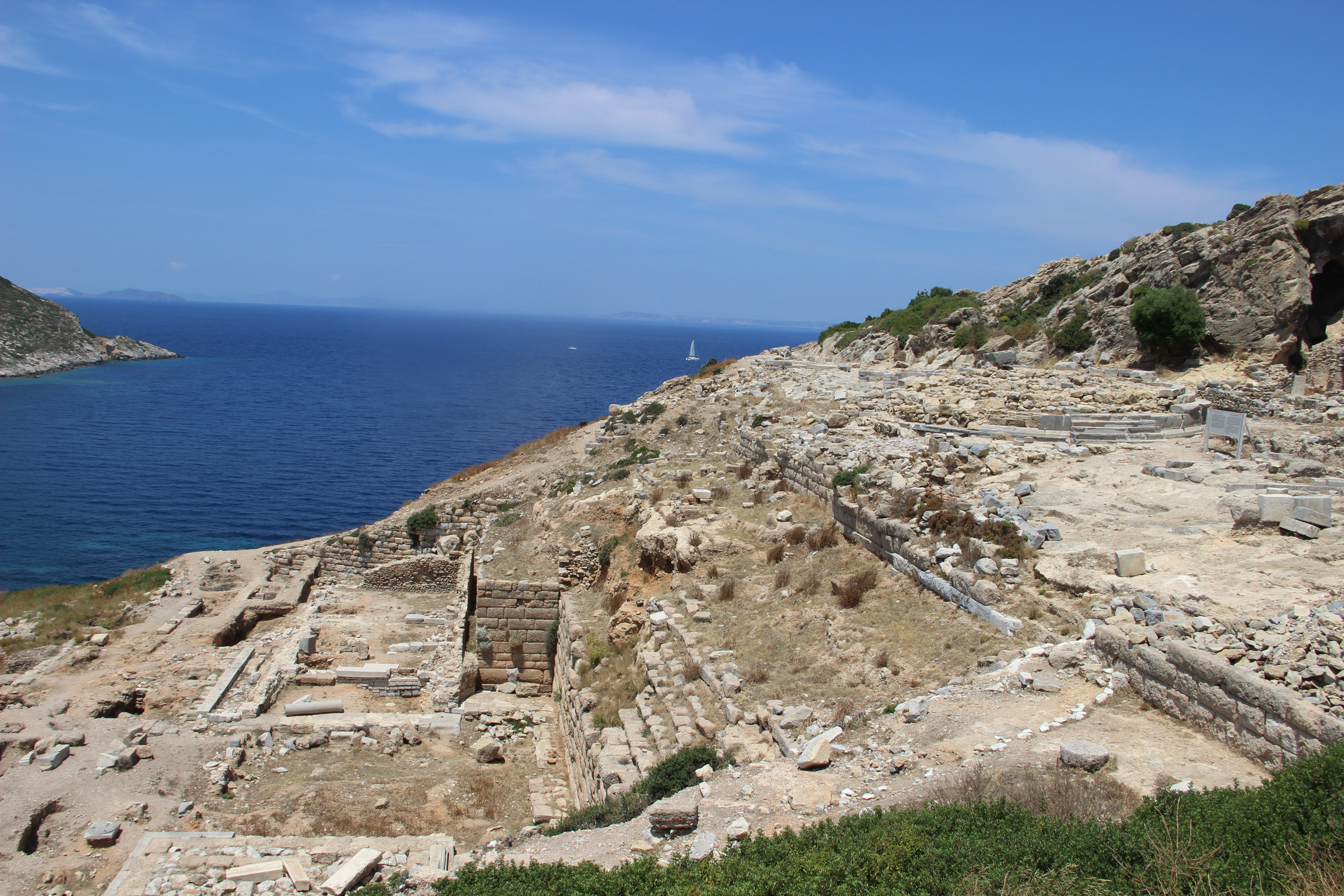
Ruïnes del Temple d'Apol·lo Carneu (esquerra), amb les ruïnes del Temple d'Afrodita Euplea a la part superior dreta
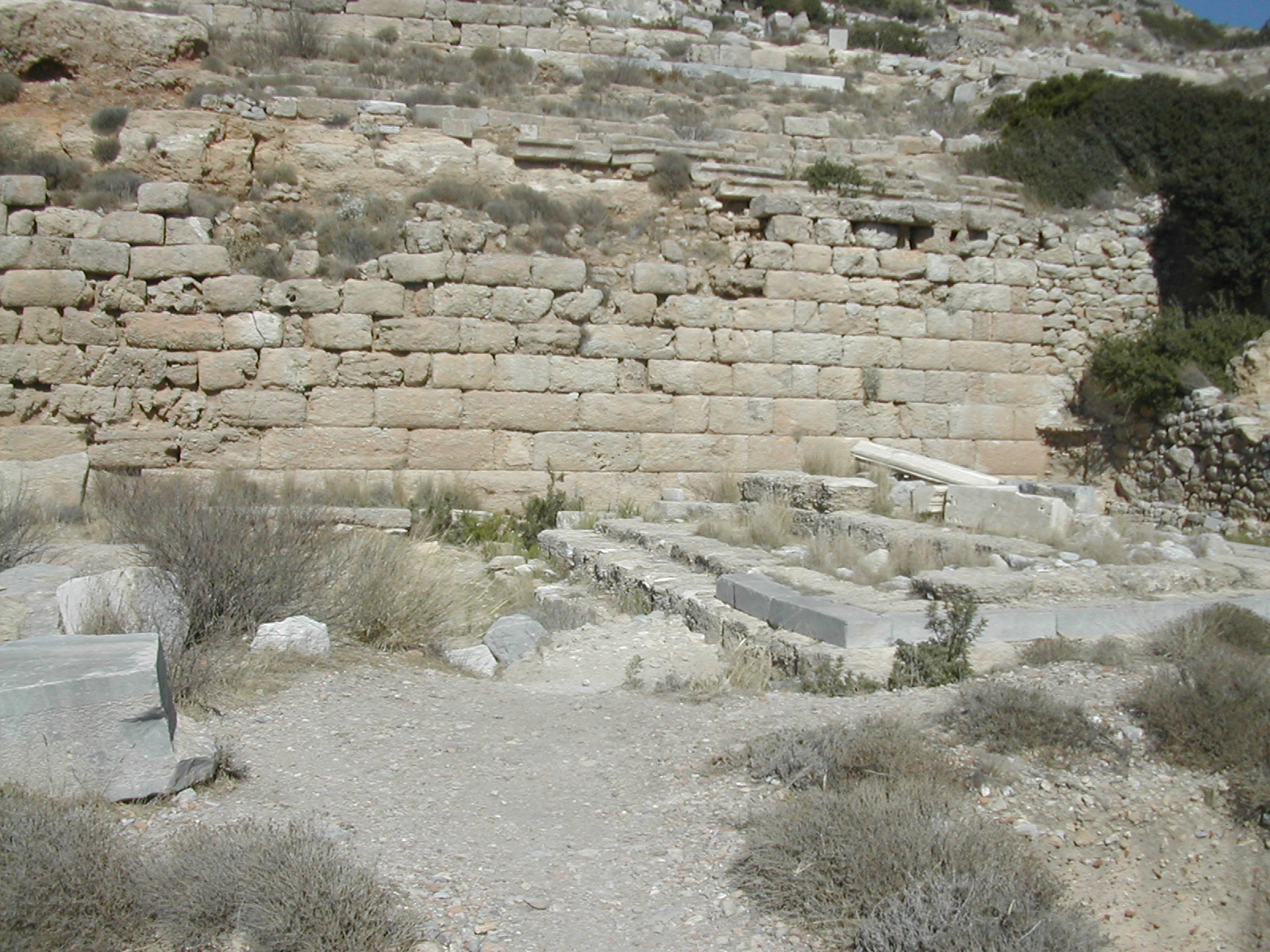
Restes de l'altar del temple